# SÍ Sumba
El Sumbiar Ítróttarfelag, comúnmente conocido simplemente como Sumba, era un club de fútbol feroés con sede en Sumba. En 2005 se fusionó con el VB Vágur para formar VB/Sumba, más tarde rebautizado como FC Suðuroy.

## Historia
Fundado en 1940, el club pasó la mayor parte de su existencia en las categorías inferiores del fútbol feroés, ganando la 2. deild en 1982 y la 1. deild en 1997. En 1995 el club se fusionó con el VB Vágur por primera vez, formando Sumba/VB, pero la fusión duró solo una temporada.
En 2005, el club se fusionó de nuevo con el VB Vágur, esta vez para formar VB/Sumba, que pasó a llamarse en 2010 FC Suðuroy.

## Palmarés
- 2. deild (1): 1997